# Jugendwohlfahrt
Als Jugendwohlfahrt bezeichnete man in Österreich gesamtheitlich die Organisation der Kinder- und Jugendhilfe. Das erste Jugendwohlfahrtsgesetz in Österreich wurde im Jahr 1954 beschlossen. Im Jahr 1989 beschloss man ein wesentlich moderneres Jugendwohlfahrtsgesetz (JWG 1989), das zwischen der hoheitlichen Behörde und so genannten Freien Jugendwohlfahrtsträgern unterschied. Im Jahr 2013 wurde das JWG durch das Bundes-Kinder- und Jugendhilfegesetz (B-KJHG 2013) abgelöst.
Die Aufgaben und Rahmenbedingungen sind im B-KJHG 2013 formuliert und in den jeweiligen Landesgesetzen präzisiert.

## Organisation der Jugendwohlfahrt / Kinder- und Jugendhilfe
Die Organisation der Kinder- und Jugendhilfe in Österreich unterliegt sowohl der Bundes- als auch der Landesgesetzgebung. Neben dem B-KJHG wurde so auch in den Bundesländern ein jeweiliges Landes-Kinder- und Jugendhilfegesetz erlassen.
Die exekutive Tätigkeit vor Ort übernimmt das Referat Jugend und Familie einer Bezirkshauptmannschaft bzw. in Städten die verantwortliche Magistrats-Abteilung. Das jeweilige Referat in einem Stadt- oder Landesbezirk unterliegt der Fachaufsicht der einzelnen Länder.
Im Wesentlichen unterliegt die Organisation der Kinder- und Jugendhilfe den Vorgaben der Österreichischen Arbeitsgemeinschaft für Kinder- und Jugendhilfe (ARGE KJH), sowie den in einzelnen Bundesländern installierten Kinder- und Jugendhilfe-Beiräten.